# Division d'or (armée irakienne)
La Division d'or est un corps d'élite des forces armées irakiennes créé en 2003, spécialisé dans la lutte contre le terrorisme et comptant environ 13 000 hommes. Sélectionnées parmi toutes les confessions et ethnies, ces troupes sont caractérisées par un niveau de professionnalisme, d’indépendance et de loyauté à l’État inégalé en Irak.
Particulièrement active pendant la seconde guerre civile irakienne, la Division d'or se fait connaître dans les médias du monde entier par son rôle décisif dans le reprise de la ville de Mossoul à l'État islamique en 2016-2017.

## Composition et formation
Après l'invasion de l'Irak en 2003, l'armée irakienne de l'ère Saddam Hussein est dissoute par les autorités d'occupation. Pour cette raison, un nouveau commando irakien est formé à partir d'éléments nouveaux, principalement parmi les Arabes chiites, les Kurdes et quelques sunnites. 
En novembre 2005, après un entraînement en Jordanie avec les forces spéciales jordaniennes et les forces spéciales de l'armée américaine (« Bérets verts »), la Division d'or est formée de 1440 hommes, composés de deux bataillons de combat. En mars 2008, la force se compose d'une seule brigade qui à son tour était composée d'un bataillon de la Force antiterroriste irakienne (ICTF), de trois bataillons de commandos, d'un bataillon de soutien et d'une unité de reconnaissance spéciale.

## Principales batailles

### Bataille de Falloujah
Le 23 mai 2016, la ville de Falloujah — prise par l'État islamique le 4 janvier 2014 — est assiégée par l'armée irakienne. Le Premier ministre irakien Haïder al-Abadi annonce alors le début de l'offensive pour reprendre la ville, menée par les 8e et 9e divisions de l'armée irakienne, la Division d'or, les forces spéciales de la police, des milices chiites des Hachd al-Chaabi et des tribus pro-gouvernementales,,,,. 
La ville est prise en un mois, la victoire étant annoncée le 26 juin 2016.

### Bataille de Mossoul
En octobre 2016, le gouvernement irakien lance une offensive pour reprendre le contrôle de la ville de Mossoul, occupée par l'État islamique depuis juin 2014.
La Division d'or engage dans la bataille de 2 000 à 2 600 hommes, divisés en trois brigades et 13 bataillons, qui prennent position le 13 octobre à Tel Aswad, à l'est de Mossoul, aux côtés des Kurdes,,. 

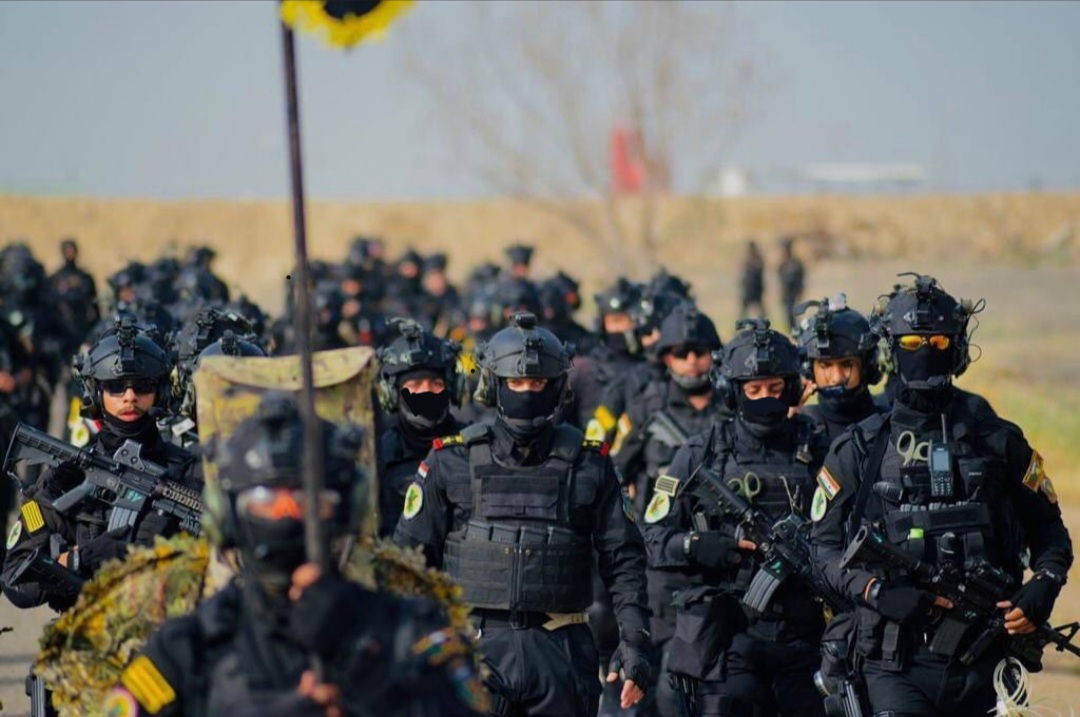
Forces spéciales irakiennes à Babylon en novembre 2020

Au total environ 100 000 hommes, dont 40 000 soldats de l'armée irakienne et 40 000 peshmergas kurdes, sont mobilisés dans les opérations autour de Mossoul, bien que seulement 20 000 soient finalement engagés à l'intérieur de la ville. 
La Division d'or, commandée par Salam Jassem Hussein, est la première à rentrer dans la ville et à percer les lignes ennemies. La bataille de Mossoul, qui dure près de dix mois (jusqu'en juin 2017), met en lumière des exploits et faits d'armes de la Division d'or, lui permettant d'acquérir une notoriété internationale.

### Bataille de Tall Afar
En août 2017, dans la foulée de la reprise de Mossoul, le gouvernement irakien lance une offensive sur la ville de Tall Afar à 70 km à l'ouest, occupée par l'État islamique depuis juin 2014. La Division d'or y participe au sein d'une coalition de 40 000 hommes. 
La ville est prise en dix jours et le gouvernement irakien proclame la victoire la 31 août, marquant la reconquête de la totalité de la province de Ninive.

### Bataille de Kirkouk
En octobre 2017, dans la foulée du référendum sur l'indépendance du Kurdistan irakien, dans lequel le « oui » l'emporte à 93 %, le gouvernement irakien rejette l'organisation de ce référendum et lance une offensive sur la ville stratégique de Kirkouk pour y réaffirmer sa souveraineté.
L'opération est menée par la Division d'or, la 9e division blindée de l'armée irakienne, la police fédérale et les milices chiites des Hachd al-Chaabi.
Contrairement à la plupart des autres batailles de la guerre civile irakienne, l'offensive n'est pas dirigée contre l'organisation de l'État islamique mais contre les peshmergas kurdes, qui avaient collaboré avec l'armée irakienne lors de la bataille de Mossoul.
La ville est prise le 16 octobre presque sans combat, la plupart des peshmergas ayant décidé de se retirer de leurs positions face à l'avancée de l'armée irakienne. Le 25 octobre, le Kurdistan irakien se déclare prêt à geler les résultats de son référendum d'indépendance et demande un « cessez-le-feu immédiat ».

### Bataille d'al-Qaïm
La prise de la ville d'al-Qaim près de la frontière syrienne est l'une des dernières batailles de la seconde guerre civile irakienne, qui s'achève officiellement un mois plus tard avec la prise de Rawa. 
L'offensive engage la Division d'or, la police fédérale et les Hachd al-Chaabi, composées majoritairement de milices chiites mais aussi de milices tribales sunnites. 
Début novembre 2017, après un pilonnage des positions djihadistes, l'armée irakienne, la Division d'or et les Hachd al-Chaabi entrent dans la ville. Elles lancent l'assaut sur Saada, Husseiba et al-Karabla, en périphérie, puis elles s'emparent d'un premier quartier, Gaza, situé au sud-ouest de la ville. La résistance des djihadistes est faible et le reste de la ville est reconquis dans l'après-midi, de même que son poste-frontière avec la Syrie à Husaybah. Le 5 novembre, le Premier ministre Haïder al-Abadi se rend à al-Qaïm, où il hisse symboliquement le drapeau irakien,. 